# Émendation
Une émendation est la modification volontaire d'un texte : « Un correcteur n’amende pas un texte, il l’émende. Un texte amendé a été modifié par un ou des amendements. Un texte émendé a été amélioré par des corrections. »
En zoologie, le Code international de nomenclature zoologique (CINZ) a défini des règles très précises autorisant l'émendation des noms scientifiques écrits de façon erronée par le descripteur du taxon.